# Lennart Sjöström
Lennart Villy Sjöström, född den 9 januari 1942, är en svensk präst och skribent.

## Biografi
Sjöström växte upp i Kalmar i en kyrklig familj och bestämde sig under tonårstiden för att bli präst. År 1967 började han arbeta i Svenska kyrkan i utlandet, då benämnd Svenska sjömanskyrkan, i Alexandria i Egypten, där han också var vicekonsul. Efter tre år flyttade han 1970 till sjömanskyrkan i Antwerpen och hade senare en liknande tjänst i Kapstaden i Sydafrika. Senare under 1970-talet återvände han till Sverige och var i sex år präst i Uppsala.
Under perioden 1981–2007 var Sjöström kyrkoherde i Ulrika Eleonora svenska församling i London. Han ledde verksamheten på ett sätt som gjorde kyrkan till en välkänd mötesplats för svenskar i London. Verksamhetens omfattning antyds av att man år 2002 hade cirka 80 000 besökare. Han var även med och formade ett ekumeniskt samarbete mellan den anglikanska kyrkan och lutherska kyrkor i Nordeuropa.
Han är (2017) redaktör och sekreterare i Stiftelsen Sverige och Kristen Tro.

## Utmärkelser
- 2000 - Hans Majestät Konungens medalj av 8:e storleken i högblått band[3]
- 2003 - Honorary Canon i Saint Paul´s Cathedral, efter beslut av biskopen av London, Richard Chartres, i samråd med domprosten i Saint Paul´s, John Moses.[4]
- 2007 - The Cross of St. Augustine, av ärkebiskopen av Canterbury, Rowan Williams.